# Kijowski Akademicki Teatr Dramatu i Komedii na lewym brzegu Dniepru
Kijowski Akademicki Teatr Dramatu i Komedii na lewym brzegu Dniepru (ukr. Київський академічний театр драми і комедії на лівому березі Дніпра) – teatr dramatyczny i komediowy w Kijowie, założony w latach 70. XX wieku. 

## Historia
Teatr powstał pod koniec lat 70. XX wieku jako inicjatywa grupy teatralnej. Pierwsze zebranie zespołu miało miejsce 7 września 1978. Debiutancka premiera odbyła się 21 kwietnia 1979 w siedzibie Republikańskiego Teatru Lalek w Kijowie. Spektakl nosił tytuł Najwyższy punkt – miłość.
W początkowym okresie działalności teatr nie posiadał stałej siedziby. Dopiero w 1982 władze miasta Kijowa przekazały mu budynek dawnego kina „Kosmos” w masywie lewobrzeżnym. 21 grudnia 1990 teatr oficjalnie otworzył swoje nowe lokum spektaklem Zawsze jestem twoją narzeczoną autorstwa Otara Ioselianiego, który zapoczątkował nowy rozdział w historii tej instytucji.
W 2023 dyrektorką i artystyczną kierowniczką teatru została Ołesia Żurakiwśka.